# Parathylactus
Parathylactus – rodzaj chrząszczy z rodziny kózkowatych i podrodziny zgrzypikowych. 

## Zasięg występowania
Przedstawiciele tego rodzaju występują w Nepalu, Malezji oraz na Sumatrze.

## Systematyka
Do Parathylactus należą 2 gatunki:
- Parathylactus dorsalis
- Parathylactus sumatranus